# Movimiento de los Jóvenes Socialistas (Francia)
El Movimiento de los Jóvenes Socialistas (MJS, en francés:Mouvement des Jeunes Socialistes) es una organización política de los jóvenes socialistas franceses.
El MJS es autónomo del Partido Socialista (PS) desde 1993, es decir que elige sus propios dirigentes y su propia orientación sin intervención del PS. El MJS es muy importante para la refelxion colectiva de los socialistas, tomando posición en las grandes cuestiones políticas. También participa activamente en las campañas electorales del PS, del cual se distingue, por ejemplo, por su posición antinuclear.
El MJS organiza sus propias campañas militantes. Las últimas campañas nacionales fueron llevadas a cabo sobre los temas de "la guerra a los jóvenes", contra la ley del contrato del primer empleo (CPE) ("el derecho a la dignidad"), o por la inscripción en las listas electorales ("yo voto, vos votas, ellos salen"). Sin embargo, en la campaña del referéndum sobre el tratado de Roma que establecería una constitución europea, a pesar del que el congreso se haya pronunciado mayoritariamente en contra, el MJS decide no tomar una postura oficial, dando a sus militantes favorables al "si" la libertad de hacer campaña por el PS. Esta posición relativizó grandemente su autonomía política sobre su "hermano mayor", el PS. Por lo tanto, ciertos miembros del MJS se demarcan de esta posición oficial, y empieza a hacer campaña por el "no" en el "Colectivo por un No de la Izquierda", y que se convirtió después en el Colectivo 29 de Mayo.
Según el MJS, el movimiento contaba con aproximadamente 6000 adherentes a fines de 2005, de 15 a 28 años, esparcidos en todo el territorio francés (80& no son parisinos). Desde el movimiento anti-CPE, el MJS reivindica 4000 adherentes suplementarios. La proporción de mujeres es de 47 %.
Antoine Détourné fue elegido presidente del Movimiento en 2007, en el Congreso de Burdeos, por el 95.2% de los votos.
El MJS edita un bimestral titulado El tiempo de las conquistas, así también como periódicos a nivel regional y federal.
Los adherentes del MJS son también militantes de la ECOSY y de la IUSY, organizaciones de jóvenes socialistas de Europa, y del mundo, respectivamente.

## Funcionamiento del MJS
En todas las secciones, son los adherentes los que eligen sus responsables.
El MJS se reúne en Congreso cada 2 años. El Congreso Nacional elige al presidente y al buró nacional, se pronuncia sobre las modificaciones estatutarias, hacen el resumen de las actividades, y votan los proyectos de orientación. El Congreso Local termina el trabajo haciendo también el resumen de las actividades, debate el proyecto de orientación local, y elige al colectivo federal.
A nivel regional, el Comité de Coordinación Regional (CCR) permite formas a las personas que son elegidas en su seno, que deben formar a su vez a los demás adherentes. Algunos estiman que debe ser reformado para ser más decentralistas.
A nivel departamental, una asamblea general es convocada regularmente por el colectivo federal . Esta asamblea general junta a todos los adherentes del MJS del departamento.
Por decisión del colectivo federal, algunos grupos pueden ser creados. Esos grupos reúnen a los militantes según sus sectores geográficos, y se convierten en el lugar del compromiso militante.
El presidente del MJS es miembro por derecho del Buró Nacional del Partido Socialista, así mismo como el animador local (responsable local) es miembro por derecho del secretariado federal.

## Lista de los presidentes
- Benoît Hamon (1993-1995)
- Régis Juanico (1995-1997)
- Hugues Nancy (1997-1999)
- Gwenegan Bui (1999-2001)
- Charlotte Brun (2001-2003)
- David Lebón (2003-2005)
- Razzy Hammadi (2005-2007)
- Antoine Détourné (2007-2009)
- Laurianne Deniaud (2009-2011)
- Thierry Marchal-Beck (2011-

## Lista de Congresos
- 1993 : Congreso de Aviñón
- 1995 : Congreso de Orléans
- 1998 : Congreso de Toulon
- 1999 : Congreso de Tours
- 2001 : Congreso de Lille
- 2003 : Congreso de Lamoura
- 2005 : Congreso de París
- 2007 : Congreso de Bordeaux
- 2009 : Congreso de Grenoble
- 2011 : Congreso de Strasbourg

### Congreso de Aviñón
En este congreso, llevado a cabo en 1993, se constituyó el MJS, en la época en la que Michel Rocard dirigía el PS.
El movimiento se dota de una orientación política propia, de un buró nacional, y de un presidente, Benoît Hamon. Por la primera vez, la totalidad de las instancias del MJS (locales y nacionales) no son más designadas por el PS, si no electas directamente por los adherentes del MJS. Esta autonomía, que no fue puesta en cuestión ni por el PS ni por el MJS , contribuyó notablemente a su desarrollo. De menos de 1000 miembros, se pasó a una cifra de 6000 en pocos años.

### Congreso de Orleans
Para su 2.° Congreso, el MJS autónomo se reencuentra en la Universidad de Orleans. Régis Juanico es elegido presidente del Movimiento.

### Congreso de Toulon
Se lleva a cabo en un lugar simbólico. Desde las elecciones municipales de 1995, Toulon es la ciudad más importantes de las dirigidas por un intendente del Frente Nacional. Los debates tratan sobre todo del rol y la acción del MJS mientras que la izquierda está en el poder.
El congreso recibe la campaña de los socialistas para las elecciones regionales de 1998.
Por la primera vez en la historia del MJS autónomo, hubo dos candidatos a la presidencia, Hugues Nancy y Emmanuel Maurel. Es Hugues Nancy elegido por el 70% de los votos.

### Congreso de Tours
Tres textos fueron presentados para ser votados:
- El de la mayoría (alrededor de Nueva Izquierda)
- Un texto de la Izquierda Socialista (cercana a Julien Dray y Jean-Luc Mélenchon)
- Un texto de la corriente Pluralismo (cercana a Jean-Christophe Cambadélis)

Gwenegan Bui es elegido presidente del Movimiento. El Congreso de Tours ve un enfrentamiento ideológico entra la Izquierda Socialista, ala de izquierda, inclusive marxista, y el resto del movimiento. La preocupación de los miembros de la mayoría fue sin embargo la denuncia de fraude presumida durante la organización del Congreso por los cercanos a Jean-Christophe Cambadélis.

### Congreso de Lille
Este congreso se inscribe en el cuadro de la preparación de las elecciones presidenciales de 2002. Por esta razón, está marcado por un cierto sentimiento de unión dentro del MJS.
Charlotte Brun es elegida presidente del Movimiento. Es la primera mujer a acceder a ese puesto.

### Congreso de Lamoura
Este congreso tuvo lugar el 12, 13 y 14 de diciembre de 2003. EL texto de orientación presentado por la mayoría es aceptado por el 83.4 % de los votantes. Este congreso fue uno de los más movidos de la historia del MJS por las denuncias de fraude en su organización.
David Lebón, único candidato a la presidencia, es elegido por el 94.7% de los votos, en medio de algunos incidentes

### Congreso de París
El Congreso de París en 2005 es el séptimo congreso del MJS. La moción A "Llevar la alternativa a la izquierda, el combate de una generación" obtiene el 72% de los votos. La moción B "Combatir en jóvenes socialistas" 15%, y la moción C "Por un futuro a la izquierda, demos esperanza" 12%.
El nuevo presidente del MJS es también elegido, y se trata de Razzy Hammadi, con el 92% de los votos.

### Congreso de Bordeaux
El Congreso de Bordeaux tiene lugar el 2,3 y 4 de noviembre de 2007 en Carré des Jalles (a Saint-Médard-en-Jalles). Tenía por eslogan "Resistir juntos, construir a la izquierda2. En este congreso, un solo texto fue propuesto: "Arriba a la izquierda". Fue entonces aceptado por el 92.42% de los votantes.
El nuevo presidente elegido fue Antoine Détourné, con el 95.2% de los votos.

### Congreso de Grenoble
Para el IX Congreso, que tuvo lugar del 20 al 22 de noviembre de 2009 en Grenoble, tres textos fueron propuestos para el voto de los militantes.
- Moción 1: "La elección del movimiento: un nuevo MJS para nuevos combates", originalmente texto de orientación propuesto por el Buró Nacional que terminaba su mandato, sometido a las sugerencias de los militantes voluntarios en las primeras fases del congreso. Este proceso fue criticado por grupos minoritarios, porque según ellos, los militantes naturalmente están estirados a votar por el texto que redactaron, pero cuya base principal fue escrita por la mayoría saliente (y no el Buró Nacional en su conjunto como fue anunciado). Para estas minorías, el debate democrático fue truncado en el caso de la confrontación de diferentes textos.[3][4] La moción fue defendida por los grupos internos Transformer a Gauche y Offensive Socialiste.

- Moción 2: "Le temps des conquêtes", texto alternativo propuesto por los grupos Jeunes Socialistes pour la Renovation, La Relève y Generation Égalité. El título de la moción está inspirado en el periódico del MJS, El tiempo de las conquistas. El texto toca el tema de la triple crisis social, económica y ecológica, y la incapacidad actual de la izquierda en su conjunto a generar una contra-modelo creíble. Propone recoser la sociedad, restaurar la potencia pública, y conquistar nuevas avanzadas sociales en una perspectiva mundial.

- Moción 3: "No esperar el futuro, hacerlo! Estemos orgullosos de ser jóvenes socialistas", texto alternativo propuesto por los grupos Agir en Jeunes Socialistes, ERASME y JUSTICE.

Dos candidatos a la presidencia se declararon en este congreso: Laurianne Deniaud, portada por la Moción 1, elegida con un resultado de 72,3 % de los votos, y Guillaume Frasca, llevado por la Moción 2, con un resultado de 27,7 %.

### Corrientes internas del MJS
- Utopía Jóvenes
- Transformar a la Izquierda
- Igualdad Jóvenes Socialistas
- Jóvenes Socialistas por el Encuentro a la Izquierda (enlace roto disponible en Internet Archive; véase el historial, la primera versión y la última).
- JUSTICE
- Convergencias Reformistas
- Jóvenes Socialistas por la Renovación